# Pastorie Sint-Franciscuskerk (Groningen)

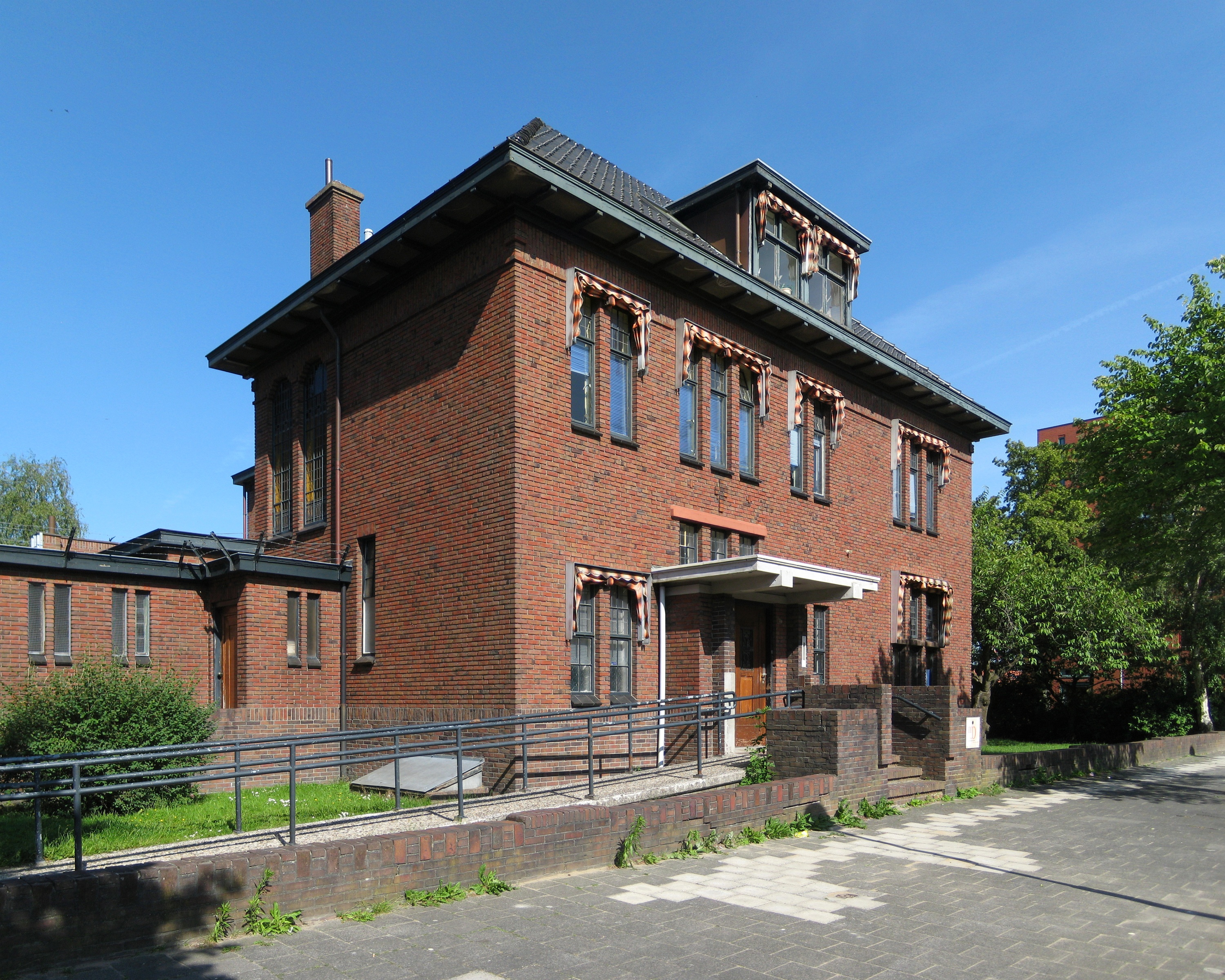
De voormalige pastorie van de Sint-Franciscuskerk in 2011, gezien vanuit het noordwesten. De gang links verbindt het pand met de kerk.

De voormalige pastorie van de Sint-Franciscuskerk is een gebouw bij de Sint-Franciscuskerk in de Oosterparkwijk in Groningen. Het pand is aangewezen als gemeentelijk monument.

## Beschrijving
De pastorie bevindt zich aan de Zaagmuldersweg, direct ten zuiden van de Sint-Franciscuskerk, waarmee ze door een gang is verbonden. Het pand werd in 1932-33 gebouwd naar een ontwerp van de Groninger architect A.Th. van Elmpt (1866-1953). Oorspronkelijk zou hij de pastorie ontwerpen in samenwerking met H.C. van de Leur (1898-1994), de architect van de in dezelfde periode gebouwde Sint-Franciscuskerk. Op aandrang echter van diens leermeester Dom Paul Bellot (1876-1944) werd het ontwerpen van kerk en pastorie van elkaar gescheiden, waarna Van Elmpt zelfstandig de opdracht kreeg. Zijn oorspronkelijke plannen bleken te duur te zijn, waarop werd besloten een versoberde versie daarvan uit te voeren. Het werd een pand in expressionistische stijl, waarin Van Elmpt, met de zijn werk kenmerkende ambachtelijkheid en aandacht voor details, traditionele elementen als het gebruik van baksteen en een schilddak combineerde met zakelijke elementen als asymmetrische gevels en ramen met stalen kozijnen.

### Exterieur
Het onderkelderde pand is gebouwd op een samengesteld rechthoekig grondplan en bestaat uit twee bouwlagen onder een schilddak, waarin aan de voorzijde een houten dakkapel is geplaatst. Het dak is belegd met zwart geglazuurde Hollandse dakpannen en aan alle zijden voorzien van een houten dakgoot met een breed overstek. Het gevelwerk is opgemetseld uit gesinterde rode baksteen op een trasraam dat is uitgevoerd in eenzelfde steensoort, maar dan donkerder van kleur. Aan de achterzijde van het pand is met dezelfde bouwmaterialen een uitbouw onder een zelfstandig dak gerealiseerd.
In de gevels bevinden zich groepen van twee of drie rechthoekige smalle stalen ramen, die zijn voorzien van vensters waarvan de onderste helft ongedeeld is en de bovenste is uitgevoerd in glas in lood. De vensterbanken zijn vervaardigd uit zwart geglazuurde tegels. Boven de ramen zijn rollagen aangebracht. Op de begane grond is zowel aan de oost- als aan de zuidzijde een groep ramen samengevat in driezijdig gesloten erkers met rode natuurstenen middendorpels. Voor deze erkers zijn bloembakken van gesinterde baksteen gemetseld.
De ingang van de pastorie, die toegankelijk is via een tussen muurtjes gemetselde trap van drie treden, bevindt zich onder een betonnen luifel in de westelijk gelegen voorgevel. Daarboven zijn onder een latei van rode natuursteen drie bovenlichten met glas-in-loodvensters geplaatst. Boven de ingangspartij is een kruis ingemetseld. De hardhouten toegangsdeur is gedecoreerd met smeedijzeren traliewerk. Het trappenhuis van de pastorie is gesitueerd aan de noordoostelijke zijde. Het is van buiten te herkennen aan drie onder afgeplatte keperbogen geplaatste glas-in-loodramen, die zijn voorzien van gekleurde geometrische patronen naar een ontwerp van de glazenier Joep Nicolas (1897-1972). Een van deze ramen bevindt zich in de oostgevel en de andere twee in de noordelijke gevel, waarop ook de gang uitkomt die de pastorie met de kerk verbindt. In de zuidgevel is op de eerste verdieping een inpandig balkon aangelegd. Het perceel waarop de pastorie is gebouwd, wordt aan twee zijden omgeven door een erfafscheiding, die bestaat uit in blokverband gemetselde lage muurtjes met rollagen.

### Interieur
Het oorspronkelijke interieur van de pastorie is uitzonderlijk goed bewaard gebleven. Op de vloeren van de vestibule, de hal en de overloop liggen gele tegels, die worden omlijst door rode en zwarte tegels. Op de keuken na zijn de overige vertrekken belegd met eikenparket. De meeste binnendeuren zijn voorzien van panelen en gekleurd glas in lood. Op de begane grond zijn alle betimmeringen in blank hout uitgevoerd, terwijl die in de andere kamers zijn geschilderd. De vensters hebben bronzen handgrepen.
De belangrijkste ruimtes op de begane grond hebben ingebouwde kasten en boekenplanken. Het vertrek van de pastoor is voorzien van een houten lambrisering en een balkenplafond. Een suitepui met twee schuifdeuren, waarin ook kasten zijn geplaatst, verbindt deze ruimte met de zaal, die zelf weer door een vierdeurs-binnenpui met de eetkamer is verbonden. De wanden en de schouw in de keuken zijn voorzien van witte tegels, die zijn afgezet met een donkerblauwe rand van tegels met een ribbelmotief. In de keuken en bijkeuken zijn kasten ingebouwd. De hal, het trappenhuis en de overloop hebben op versierde consoles rustende gestucte balken en zijn voorzien van gepleisterde lambriseringen, die aan de bovenkant zijn gedecoreerd met een profiel van drie strepen. Op de oostwand van de hal is een betimmering aangebracht, waarin kapstokken en twee paraplubakken zijn verwerkt. De bordestrap die naar de bovenverdiepingen voert, heeft balustrades van hout en hekwerken met rechthoekige openingen. De kamers op de eerste verdieping zijn voorzien van eenvoudig uitgevoerde inbouwkasten. Het balkon bij de badkamer heeft een stalen pui en zijwanden waarin vensters naar de aangrenzende slaapkamers zijn aangebracht. Op het balkon zijn koperen bloembakken geplaatst. Een bordestrap met een gesloten houten balustrade leidt naar de zolder, die oorspronkelijk bestond uit een open ruimte, maar waarin later enkele vertrekken zijn afgetimmerd.

De gedenkplaat voor kapelaan Böcker

In de vestibule van de pastorie is een marmeren gedenksteen geplaatst ter herinnering aan J.G. Böcker (1909-1944), kapelaan van de Sint-Franciscuskerk, die op die plaats tijdens de Tweede Wereldoorlog bij een 'Silbertanne Aktion' op 25 september 1944 door SS'ers werd vermoord.

### Waardering
De pastorie is aangewezen als gemeentelijk monument, onder meer vanwege "de esthetische kwaliteit van het ontwerp, tot uiting komend in de combinatie van traditionele elementen met meer zakelijke elementen" en vanwege "de gaafheid van zowel het exterieur als interieur [...] met een vrijwel compleet bewaard gebleven inrichting en aankleding uit de bouwtijd".